# Carl von Ochs
Carl Philipp Wilhelm von Ochs (* 12. Februar 1794 in Waldau; † 9. Dezember 1846 in Kassel) war kurhessischer Generalmajor, Politiker und Landtagsabgeordneter.

## Leben
Von Ochs war ein Sohn des kurhessischen Generalmajors Adam Ludwig von Ochs (1759–1823) und dessen Ehefrau Marie Sophie, geborene Schödde (1762–1811). Sein Bruder Ludwig (1804–1862) war kurhessischer Oberstleutnant, Flügeladjutant und später ebenfalls Abgeordneter des kurhessischen Landtages.

### Militärkarriere
Bereits 1804 trat Ochs als Portepeefähnrich in das Jägerbataillon seines Vaters ein, konnte aber weiter das Kasseler Gymnasium besuchen und sich dort auszeichnen. Nach dem verlorenen Vierten Koalitionskrieg und dem Ende der Landgrafschaft Hessen-Kassel wurde am 15. November 1807 das napoleonische Königreich Westphalen ausgerufen. Ochs wurde Page und kam mit anderen auf das kaiserliche Pageninstitut in Saint-Cloud und anschließend in die Schule zurück nach Kassel.
Im Jahr 1810 wurde er erster Page von König Jérôme Bonaparte und 1811 trat er als Sekondeleutnant in die königliche Garde ein. An der Seite Frankreichs zog er 1812 mit der Grande Armée in Russlandfeldzug. Wie schon seit seiner Zeit als Fähnrich, führte er auch hier ausführlich Tagebuch. Bereits im Anmarsch zeigten sich die Versorgungsmängel. König Jérôme überwarf sich mit den Marschällen Davout und Vandamme und kehrte nach Kassel zurück. Seine 3000 Mann starke Garde musste aber bei der Armee bleiben. Führer der westphälischen Truppen wurde General Junot. Die Westphalen machten den Sturm auf Smolensk am 18. August nicht mit, gerieten aber im 19. bei der Verfolgung in einen Hinterhalt und hatten schwere Verluste zu verzeichnen. Ochs wurde hier leicht verwundet. In der Schlacht bei Borodino verlor er sein Pferd, erhielt einen Schuss in die Brust und einen in den Arm, beide Kugeln konnten wieder entfernt werden. Die westphälische Armee hatte ca. 500 Mann an Toten und 2500 an Verwundeten zu beklagen.
Auf dem Rückzug bildeten die verbliebenen ca. 300 Westphalen gerade noch ein Bataillon, das von General Adam Ludwig von Ochs geführt wurde. Als die Truppe den Ort Orsza erreichte, fand der General dort seinen schwerkranken Sohn vor. Es gelang ihm, mit dem Verwundeten die Beresina zu überqueren. Am 28. November 1812 erreichten die Generäle Ochs und Hammerstein mit ca. 50 Offizieren und etwa 100 Soldaten das Dorf Zembin, nördlich von Borissow. Dazu kamen noch 80 Pferde der Leichten Kavallerie. Bei Kowno verlor die Truppe die Fuhrwerke und die Kriegskasse und musste sich danach zu Fuß über die zugefrorene Memel retten. In Thorn erkranke General Ochs am Nervenfieber und wurde – als die Stadt bereits angegriffen wurde – nun seinerseits von seinem Sohn gerettet. Von König Jérôme erhielt der Leutnant Ochs den Orden der Westphälischen Krone und von Kaiser Napoleon den Orden der Ehrenlegion.
Anfang 1813 war die westphälische Armee neu formiert und Ochs kam zum Korps des Generals Hammerstein. Man zog am 1. April 1813 erneut ins Feld. Am Beginn des Feldzuges war Ochs Adjutant des Generals Wolff und er nahm an den Gefechten von Nordhausen, Hoyerswerda, Luckau und Spremberg teil. Während des Waffenstillstandes wurde er in das Hauptquartier nach Dresden geschickt, und nach dessen Beendigung kam er zum Regiment zurück. Anschließend kämpfte Ochs bei Großbeeren, Jüterbog, Wittenberg und Torgau. Als den Preußen der Übergang bei Wartenburg gelang, musste sich die westphälische Armee nach Sachsen zurückziehen. Der Mangel an Proviant und Material und die Niederlagen hatten die Westphalen demoralisiert. Von den Chevaulegers waren noch 60 Mann und 18 Offiziere, von den Husaren noch 80 Mann und 12 Offiziere übrig. Die Truppe kämpfte auch in der Völkerschlacht bei Leipzig, anschließend kehrte der auf 40 Mann und 13 Offiziere zusammengeschmolzene Haufen nach Kassel zurück.
Nach dem Zusammenbruch des Königreiches Westphalen trat Ochs in die Kurhessische Armee über und wurde als Premierleutnant einem Husarenregiment zugewiesen. Das Regiment nahm 1814 am Feldzug gegen die Napoleon teil. Es erreichte am 2. März 1814 den Rhein und nahm an den Kämpfen um die Festungen Longwy, Thonville und Metz teil. Der Feldzug endete Ende März mit der Einnahme von Paris.
Im Sommerfeldzug von 1815 war Ochs Adjutant des Chefs des Husarenregimentes des Obersten Schäfer (Scheffer). Er konnte sich beim Sturm und der Einnahme der befestigten Stadt Charlesville auszeichnen. Auf dem Marktplatz musste General Laplanche dem Leutnant Ochs seinen Degen übergeben. Dieser erhielt dafür den Orden vom Eisernen Helm.
Nach dem Krieg wurde Ochs 1818 zum Generalquartiermeister versetzt, dann zu den Garde-Husaren und anschließend zum Generalstab nach Kassel. Dort wurde er auch Mitglied des General-Kriegsdepartements. 1829 wurde er zum Major befördert und zum Stimmführer des IX. Armeekorps bei der Bundesmilitärkommission in Frankfurt am Main ernannt. Der König von Sachsen zeichnete Ochs mit dem Komturkreuz seines Verdienstordens aus. Im Jahr 1833 wurde er zum Oberstleutnant befördert und zunächst zum Regiment Gardes du Corps und dann wieder zum Generalstab versetzt. Außerdem wurde Ochs Chef der Landgendarmerie. Im Jahr 1840 zum Oberst befördert, wurde er 1843 Chef des kurhessischen Generalstabes und mit dem Kommandeurskreuz II. Klasse des Hausordens vom Goldenen Löwen ausgezeichnet. 1845 folgte seine Versetzung in das 2. Dragoner-Regiment, wo er im März 1846 zum Generalmajor befördert wurde. Nanach wurde er wieder als Chef in den Generalstab versetzt. Seine Gesundheit war schon angeschlagen, als er im Oktober 1846 als Bevollmächtigter Kurhessens der Inspektion der großherzoglich badischen Truppen und der Bundesfestung Rastatt beiwohnte. Bei dieser Gelegenheit erhielt er den Orden vom Zähringer Löwen.
Er erlitt ein Nierenleiden und starb nach 5-wöchiger Krankheit.
Außerdem war er von 1836 bis 1844 Mitglied des kurhessischen Landtages.

### Familie
Ochs heiratete am 29. Dezember 1836 in Jühnde Therese Freiin von Grote (1812–1871) aus dem Hause Jühnde. Das Paar hatte zwei Söhne und drei Töchter, darunter:
- Adolf Eduard Georg (1839–1908), preußischer Major ⚭ 1874 Marianne Engelharde von Nathusius (1847–1941)
- Elisa Charlotte Ottilie (1845–1913) ⚭ 1868 Max Schott von Schottenstein (1836–1917)
- Clara Emilie Nanny Lisette (1842–1853)
- Alfred Leopold Karl (1843–1880), preußischer Premierleutnant im Husaren-Regiment Nr. 16